# Aurélien Lehmann
Pour les articles homonymes, voir Lehmann.
Aurélien Lehmann est un danseur de claquettes, chorégraphe, musicien et pédagogue français. Il est connu pour ses créations mêlant tap dance, musique classique, jazz et improvisation rythmique. Il est  l’auteur de spectacles bien accueillis par la critique tels que Tap Virtuoso, Rhythm on Fire, À la Table des Dieux, Blues Express et Soul Feet.

## Biographie

### Jeunesse et formation
Originaire du nord de la France, Aurélien Lehmann se forme à la musique et à la scène dès l'enfance. À 10 ans, il monte sur les planches du cabaret fondé par son père, les Orgues de Roubaix, où il est tourneur de manivelle et interprète des chansons françaises,. Il y développe un goût pour le rythme, l'interprétation et la performance live.
À 15 ans, il découvre les claquettes dans les films de Fred Astaire. Séduit par la musicalité et la physicalité de la discipline, il se forme de manière autodidacte, en s’exerçant sur une planche de bois avec un métronome. Il pratique le rugby pendant 13 ans, ce qui influence son approche physique et athlétique de la danse.
Diplômé de Sciences Po Lille, il enseigne les Lettres Modernes à la Faculté de Lettres de l'Université Catholique de Lille en tant que professeur vacataire, de 2014 à 2020.
Il vit pendant deux années au sein d'une famille tzigane de Croatie, elle l'initie à l'accordéon et au folklore des Balkans.
Il poursuit une carrière d'humoriste avec des chansons satiriques et humoristiques cumulant plusieurs millions de vues sur Youtube. À 21 ans, il est engagé en tant que « chansonnier » au Caveau de la République, célèbre cabaret d'humour parisien.  

## Carrière artistique

### Un style hybride
Aurélien Lehmann développe un style unique, fusionnant l'élégance scénique avec la virtuosité des hoofers américains, en y intégrant des influences classiques et jazz. Il conçoit les claquettes comme un instrument de percussion, permettant d’interpréter des œuvres musicales complexes. Son travail intègre une forte dimension narrative. Sur scène, il combine improvisation, composition et interprétation, dans une approche qualifiée de « composition en mouvement ».

### Spectacles marquants
- Tap Virtuoso (2022) : présenté au Théâtre du Châtelet, ce spectacle rend hommage au répertoire du piano classique, sur des œuvres de Bach, Chopin, Debussy, Rachmaninov ou encore Gershwin. Accompagné du pianiste François-René Duchâble, Aurélien Lehmann y transforme la scène en clavier géant et les pas en notes musicales[11],[12]. Le projet a donné naissance à un court-métrage du même nom, qui a été primé.
- Rhythm on Fire (2023) :  un spectacle mêlant swing, pop et humour en duo avec le pianiste Pierre-Yves Plat.
- À la Table des Dieux (2024) : une création originale explorant la connexion musicale entre les mains du pianiste (« voix des muses ») et les pieds du danseur (« tambours du temps ») sur fond de mythologie, en duo avec le pianiste et compositeur Franck Monbaylet[13].
- Soul Feet (2025) : un concert de Tap Dance Jazz, avec le Aurélien Lehmann Quartet, où les claquettes deviennent un instrument à part entière[14],[15].
- Swing Band Cabaret - Blues Express (2025) : un spectacle musical dans l'effervescence du jazz des années 20 aux Etats-Unis.

Il s'est produit en France (Théâtre du Châtelet, Folies Bergère, La Villette), ainsi qu’à l’étranger, notamment au Festival de las Ideas (Mexique), et au Birdland Jazz Club.

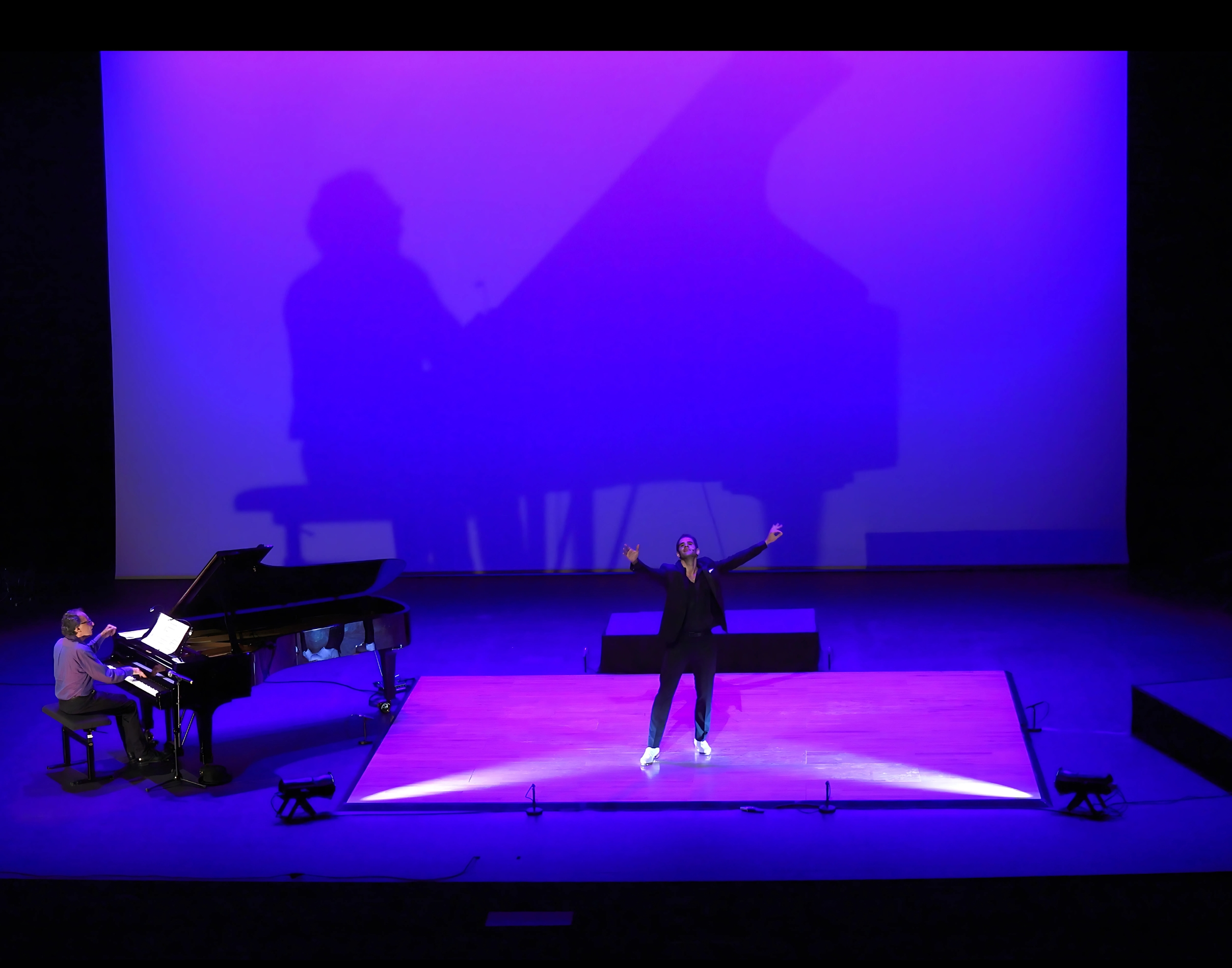
Aurélien Lehmann dans son spectacle Tap Virtuoso, accompagné au piano par François-René Duchâble sur la scène nationale Équinoxe (2024)

### Chorégraphe
En 2025, Aurélien Lehmann collabore à la chorégraphie de la comédie musicale La Cage aux folles (2025) au Théâtre du Châtelet, aux côtés du chorégraphe Ivo Bauchiero et sous la mise en scène d'Olivier Py.

## Enseignement et pédagogie
Aurélien Lehmann est également pédagogue. Il fonde l’école Tap Dance Paris, lieu de formation ouvert à tous les niveaux, où il enseigne les techniques du tap moderne, les racines afro-américaines de la discipline et l’improvisation rythmique. Il anime des masterclasses internationales et des stages thématiques, intervient dans des conservatoires, écoles de théâtre ou écoles de musique.
Il défend une vision exigeante des claquettes, qu'il conçoit comme un art total, à la croisée du rythme, de la musique et de la danse. Il milite pour une reconnaissance artistique de cet art en France, à l’égal des autres instruments ou disciplines chorégraphiques,.

### Autres activités
Aurélien Lehmann est interprète bénévole de serbo-croate auprès de l'Ordre de Malte depuis 2016. 

## Distinctions
Son court-métrage Tap Virtuoso a reçu plusieurs récompenses internationales, notamment sept premiers prix dans la catégorie « Meilleur clip musical » (Venezia Shorts, Paris Film Awards, entre autres). Il a également été nommé par la SCAM dans la catégorie « Meilleur film institutionnel ».